# ラ・コンチャ海岸

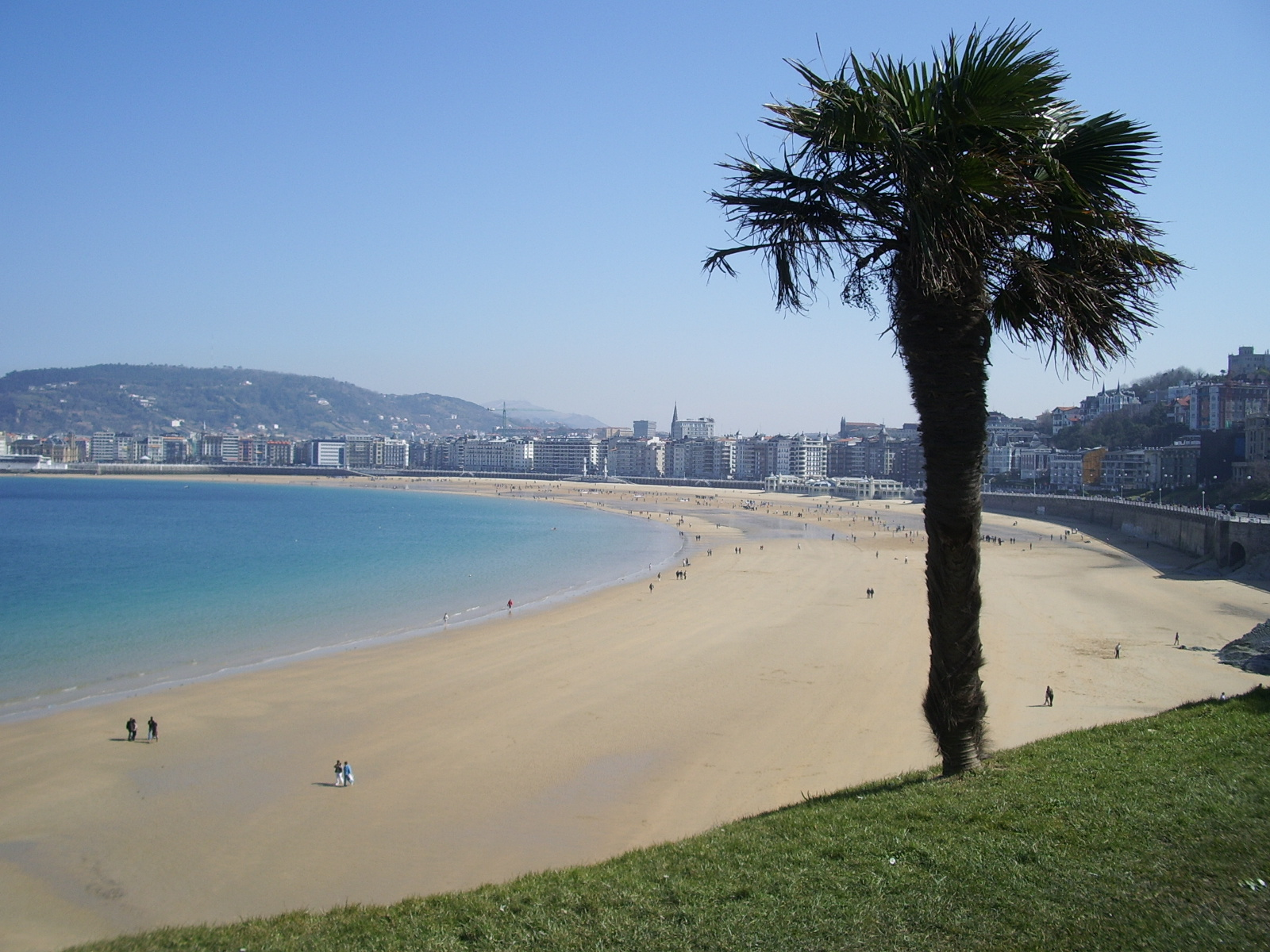
ラ・コンチャ海岸

ラ・コンチャ海岸（バスク語: Kontxa Hondartza [ˈkontʃa onˈdarts̻a], スペイン語: Playa de La Concha [ˈplaʝa ðe la ˈkoɲtʃa]）は、スペイン・バスク州ギプスコア県サン・セバスティアンにある砂浜海岸。

## 歴史
19世紀後半にはサン・セバスティアンがスペインにおける夏の首都となり、マリア・クリスティーナを筆頭とするスペインの王侯貴族やブルジョワジーが夏季をサン・セバスティアンで過ごすようになった。1893年には浜辺にミラマール宮殿が建設された。1940年代からはビーチサッカー大会が、2001年からはビーチラグビー大会が開催されており、またトライアスロン大会なども開催されている。

## 地理
ビスケー湾（大西洋）にあるラ・コンチャ湾に面して砂浜のビーチが広がっており、両側をモンテ・ウルグルとモンテ・イゲルドというふたつの丘に挟まれている。コンチャ(Kontxa, Concha)とはバスク語やカスティーリャ語で貝のことであり、貝殻のように弧を描くビーチの形状に由来している。ラ・コンチャ海岸はヨーロッパでもっとも人気のある都市型ビーチのひとつであり、夏季にはヨーロッパ各国からの海水浴客でにぎわう。海岸に沿ってラ・コンチャ海岸通りという車道が走り、車道と海岸の間には町のシンボルでもある遊歩道が設置されている。ラ・コンチャ湾の中央部にはサンタ・クララ島があり、夏季のみサン・セバスティアンの港から小型船が運航される。海岸の延長距離は約1,350m、砂浜の幅は約70m、海岸の面積は約54,000m2である。遠浅で岩がなく、正面にサンタ・クララ島があるおかげで波が小さいことが特徴である。

### ラ・オンダレータ海岸
ラ・コンチャ海岸の西側には静かで落ち着いたラ・オンダレータ海岸がある。1977年には彫刻家のエドゥアルド・チリーダがラ・オンダレータ海岸の浜辺で25年に渡って製作を続けていた彫刻作品『風の櫛』が完成した。

### ラ・スリオラ海岸
ラ・コンチャ海岸から旧市街やモンテ・ウルグルを挟んで東側にはラ・スリオラ海岸があり、ラ・スリオラ海岸の前方にはサンタ・クララ島のように波を遮るものがなく、やや波が高いためサーフィンやボディボードを行う海水浴客に人気がある。

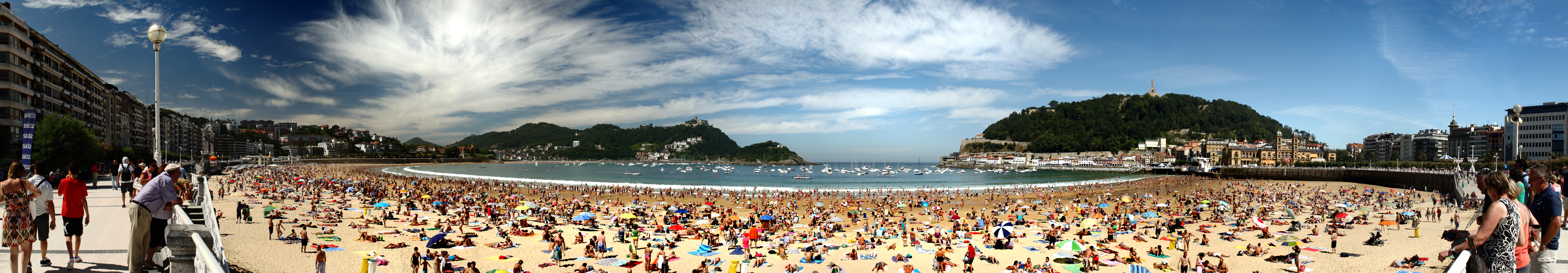
海水浴客でにぎわうラ・コンチャ海岸

## ギャラリー

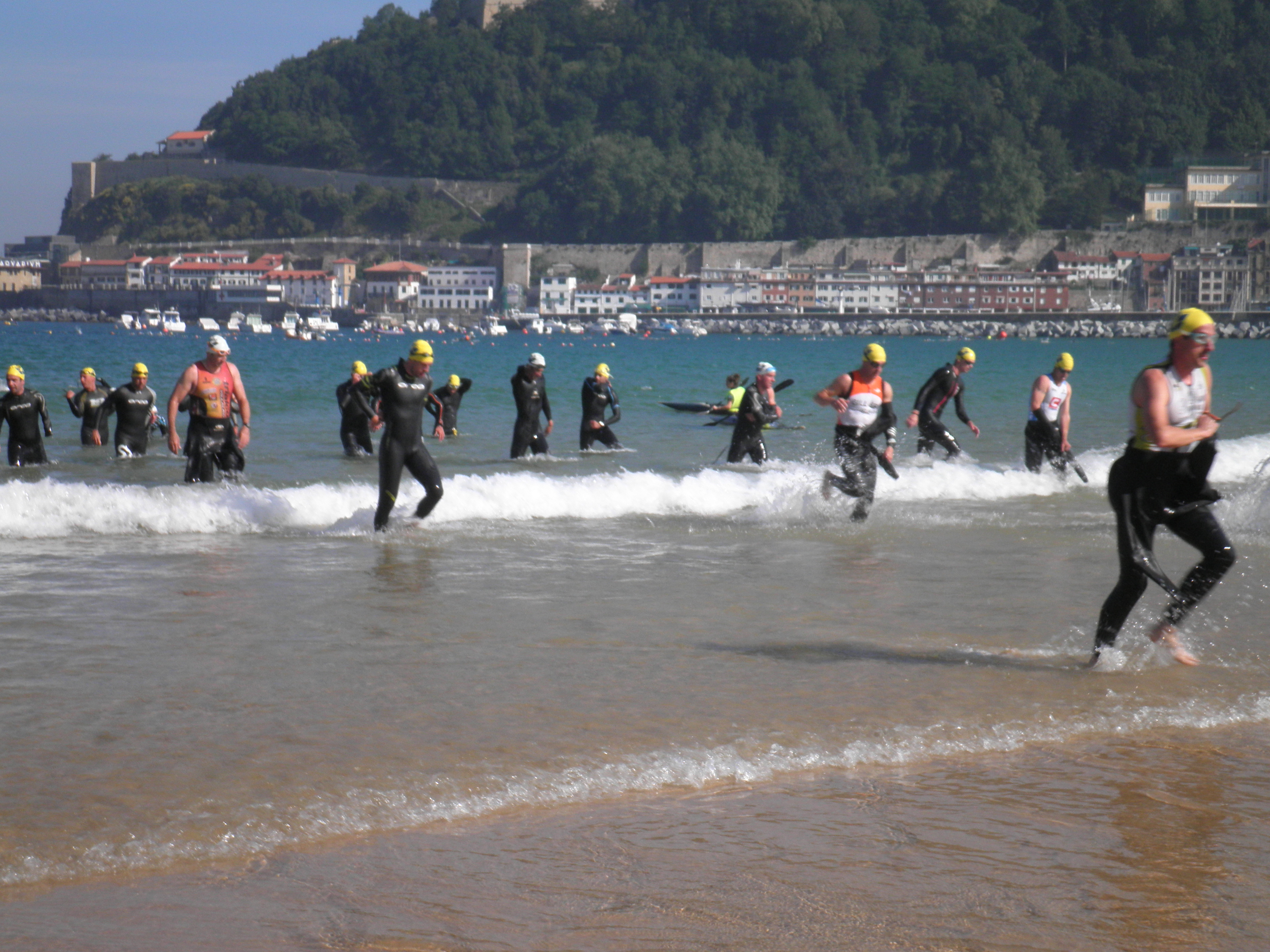
トライアスロン大会
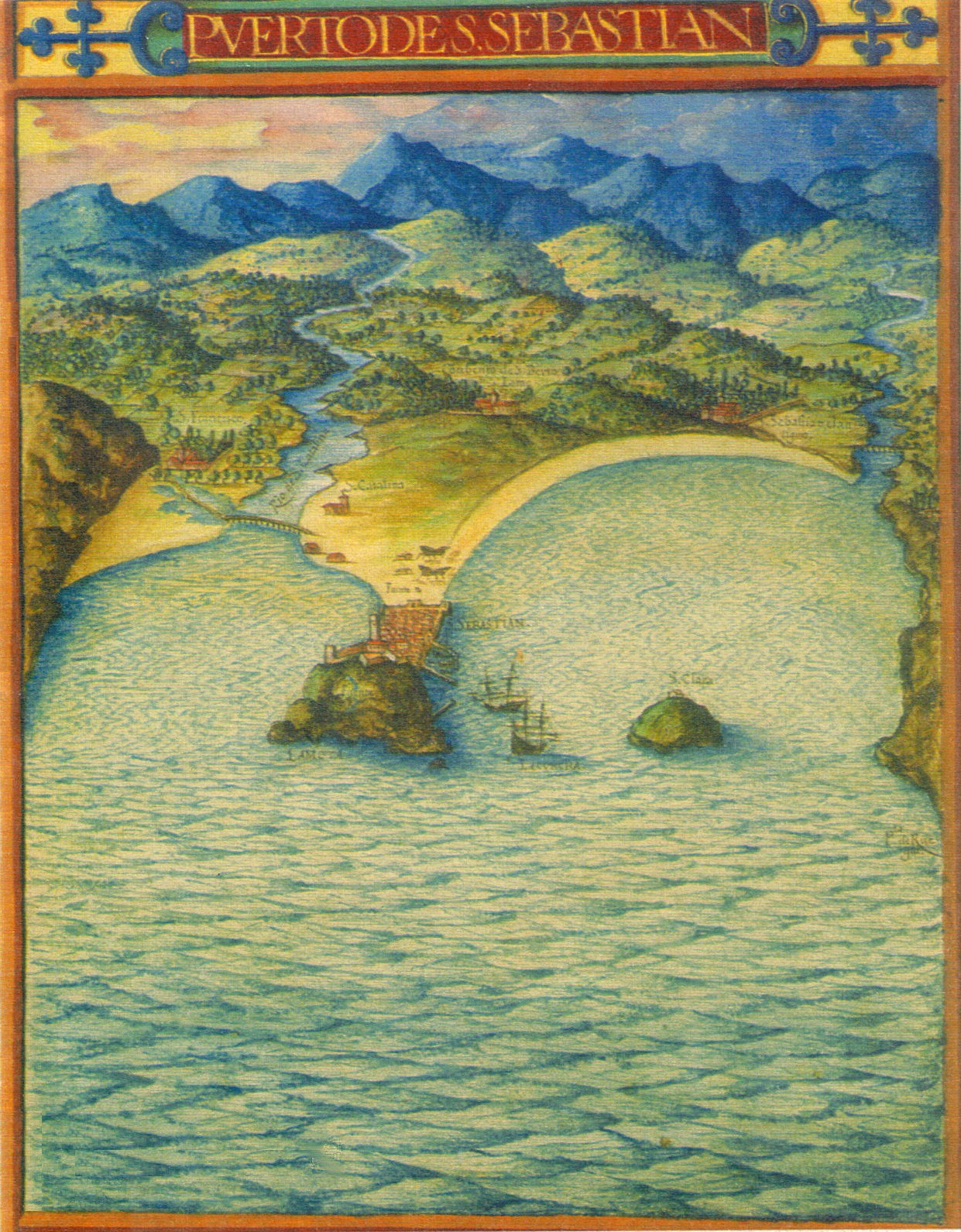
17世紀に書かれた海岸の絵図
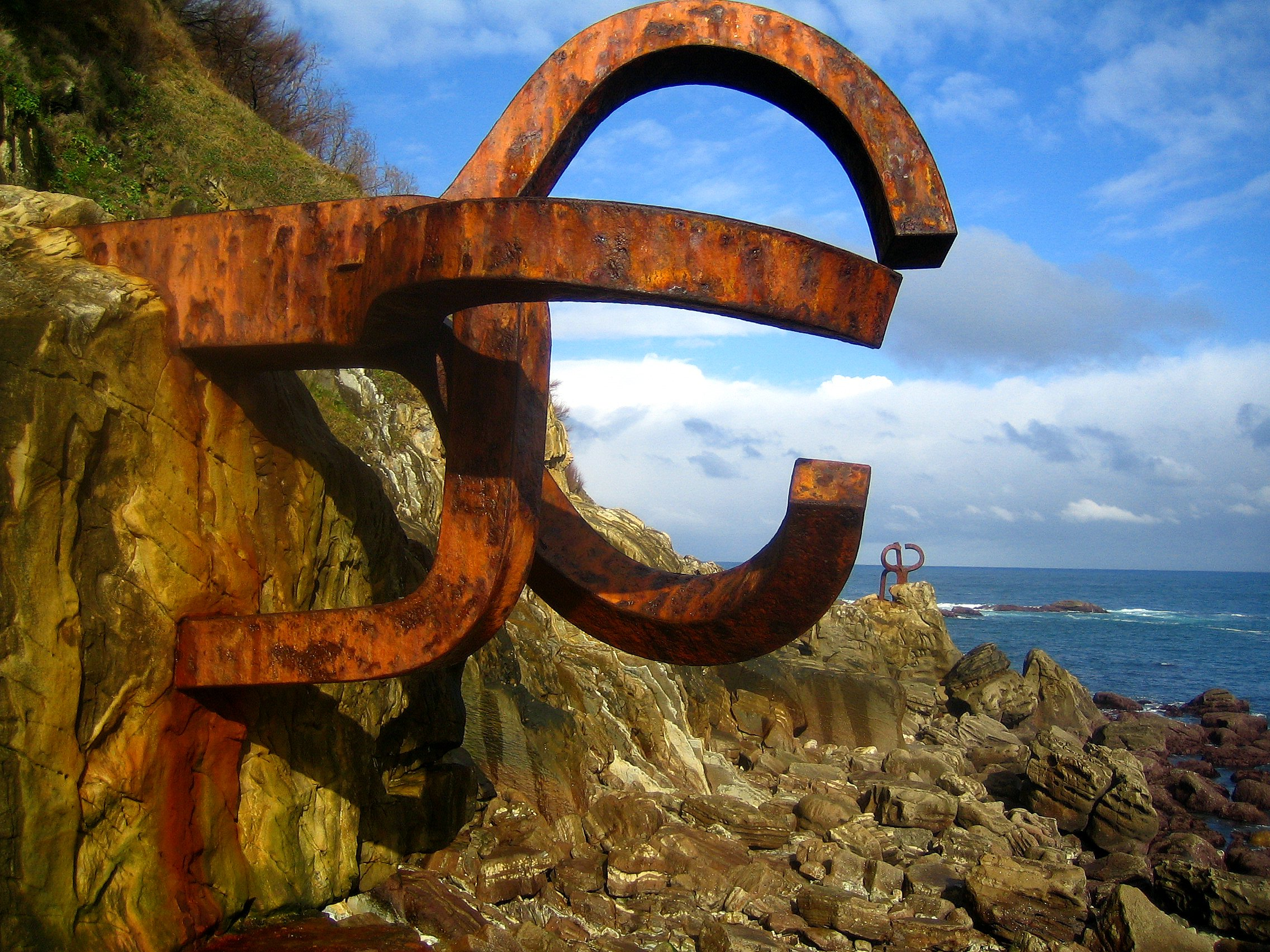
チリーダの『風の櫛』